# Жигулёвское
«Жигулёвское» — советский сорт светлого пива. Был широко распространён в СССР (на пике распространённости его варили 735 заводов страны). 
В настоящее время пиво под названием «Жигулёвское» (но с разным составом и дизайном этикеток) выпускается несколькими десятками пивоваренных заводов России и постсоветских государств.

## История
Жигулёвский пивоваренный завод  был построен в 1881 году австрийским подданным Альфредом Филипповичем фон Вакано в Самаре. 
Словосочетание «Жигулёвское пиво» задолго до появления этого сорта употреблялось для собирательного обозначения продукции Жигулёвского пивзавода в Куйбышеве.

### В СССР
По одной из легенд, сорт с названием «Жигулёвское» появился в 1934 году: посетивший завод в Куйбышеве А. Микоян спросил, почему производимое там «Венское» пиво носит такое «буржуазное» название; после этого были «приняты меры». По другой версии, это название дали пиву Жигулёвского пивзавода, победившему на всесоюзном пивоваренном конкурсе.
Официально считается, что этот сорт был разработан в 1935 году специалистами ВНИИ пивоваренной и винодельческой промышленности. Вместе с «Жигулёвским» были разработаны и внедрены в производство на пивоваренных заводах Наркомпищепрома известные советские сорта пива: «Московское», «Русское», «Украинское» и др.
Начиная с 1938 года «Жигулёвское» присутствует в советских стандартах. Оно регламентировалось как светлое пиво низового брожения и должно было иметь плотность начального сусла не ниже 11 % и содержать не менее 2,8 % весовых (позднее — по массе) спирта. Для его изготовления без применения ферментных препаратов допускалось использование до 15 % несоложенного сырья (обрушенного ячменя, обезжиренной кукурузы, мягкой пшеницы, рисовой сечки), с применением ферментов — до 50 %.
Срок дображивания в лагерных танках по ОСТ 350-38 составлял не менее 16 суток, в последующих стандартах был увеличен до не менее 21. Однако, согласно ГОСТ 3473-53 и более поздних, в летний период (с мая по сентябрь) разрешалось сокращение срока дображивания в лагерных танках с 21 до 18 суток, а при наличии оборудования для охлаждение сусла без доступа воздуха, брожения в закрытых чанах с перемешиванием углекислотой и изотермической выдержкой пива под давлением углекислоты (см. ЦКТ) дображивание разрешалось сокращать до 11 суток.
Изначально пиво относилось к стилю Венский лагер, с характерным карамельным запахом и вкусом венского солода. Но, широкое использование несоложённого сырья в 1950-1960-е годы и постепенная переориентация советского пивоварения на чехословацкие технологии, в том числе, низкотемпературную сушку светлого солода, привели к частичной утрате сортовых цвета, запаха и вкуса. В 1970—1980-х годах пиво большинства заводов уже походило на более светлые лагеры. Для придания аутентичного сорту цвета, ГОСТ 3473-53 и ГОСТ 3473-69 разрешали корректировать его с помощью сахарного колера.
В 1960-е годы рядом московских и ленинградских заводов по специальному техническому условию СТУ 36-661-63 производилось «Жигулёвское оригинальное» — более качественная версия пива, в дальнейшем вошедшая в ГОСТ под наименованием «Жигулёвское высокого качества». Для него содержание алкоголя определялось в не менее 3,0 % массовой доли, а его гарантийный срок хранения без пастеризации продлевался до 10 суток вместо семи.
В 1987 году появилось пиво «Специальное Жигулёвское», которое производилось не по стандарту, а по отдельным техническим условиям ТУ 10-04-06-70-87.

### На постсоветском пространстве
После распада СССР пиво под названием «Жигулёвское» выпускалось как в России, так и в других независимых республиках (например, Украина (см. Украинское пиво), Беларусь (Лидский пивзавод), Литва («Gubernija», «Kauno alus»), Латвия («Cēsu alus»)).
С внедрением в России ГОСТа Р 51174-98 требования к отдельным сортам были сняты, и под названием «Жигулёвское» стала выпускаться очень разная продукция. Так, в соответствии с этим стандартом ОАО «Крафт» (Костромской пивоваренный завод) варило «Светлое Жигулёвское» плотностью 8 % и крепостью 3 % (объёмных), а ОАО «Бадаевский пивоваренный завод» — «Жигулёвское крепкое» с параметрами 16 % и 7,2 % соответственно.
Российская пивоварня "ТАРКОС" из Воронежской области запустила проект воссоздания исторической линейки пива «Жигулёвское», в которой должны отразиться изменения, происходившие с этим сортом на протяжении десятилетий. Сорта получили соответствующие дополнения в названии «1930», «1950», «1960», «1970» и «1980».

## Товарный знак
Право ОАО «Жигулёвское пиво» на товарный знак «Жигулёвское» было зарегистрировано 24 июля 1992 года.
Но, поскольку пиво под названием «Жигулёвское» выпускалось почти всеми заводами страны (а это более чем 200 пивоваренных заводов), Союз российских производителей пивобезалкогольной продукции, объединяющий более 90 % производителей российского пива, оспорил законность регистрации товарного знака, и 17 мая 2000 года Апелляционная палата Роспатента отменила регистрацию товарного знака «Жигулёвское».

## Упоминания в литературе
- В рассказе Ивана Бунина «Речной трактир»:

… я долго и скучно сидел один в этом речном кабаке, очень дорогом, кстати сказать, известном своими купеческими ночными кутежами, нередко тысячными, и без всякого вкуса глотал от времени до времени жигулёвское пиво, вспоминая Рейн и швейцарские озёра…

- В романе Сергея Антонова «Васька» в эпизоде, происходящем осенью 1934 года:

Он отвёл гостью в угол. Они долго перешёптывались и препирались. Наконец она собрала в кошёлку пустые бутылки, пнула шпица и пошла.

 — «Жигулёвского»! — напутствовал её Николай Николаевич.

- Жигулёвское пиво упоминается в песне Владимира Высоцкого «Песня автозавистника»[10]:

… Не дам порочить наш советский городок!

Где пиво варят — золотое «Жигули»…
- В сатирической истории Александра Галича «О том, как Клим Петрович сочинил научно-фантастическую колыбельную, укачивая своего племянника — Семёна, Клавкиного сына», входящей в «коломийцевский» цикл, рассказчик так представляет себе далёкое будущее[11]:

В две тысячи семьдесят пятом году

Я вечером, Сеня, в пивную зайду,

И пива спрошу, и услышу в ответ,

Что рижского нет, и московского нет,

Но есть жигулёвское пиво —

И я просияю счастливо!
- Неоднократно упоминается в трилогии Сергея Лукьяненко «Глубина», например:

Джакузи оказалась заполнена зелёными пол-литровыми бутылками. Этикетки давно отклеились и крутились в пузырящихся струях. Опустив руку — вода оказалась ледяной, — я выловил одну. «Жигулёвское».
— Лукьяненко С. Фальшивые зеркала

На балконе грустила ободранная пятилитровая канистра. Открутив пробку, я принюхался. Пахло прокисшим «жигулёвским».
— Лукьяненко С. Лабиринт отражений

— Добрый день, Кристиан, — сказал я. — Можно пять литров пива?

Отпускать пиво литрами он явно не привык. Но ему понадобилось лишь секунд пять, чтобы улыбнуться повторно.

— Какого пива?

— Жигулёвского.

Охранники за спиной — они почему-то решили заглянуть вслед за мной в зал — шумно задышали.
— Лукьяненко С. Лабиринт отражений

## Состав напитка
- Вода
- Солод ячменный светлый
- Ячмень
- Хмель

Содержание алкоголя: не менее 2,8 % масс. согласно ГОСТ 3473-69.
Экстрактивность начального сусла: 11 %.
Энергетическая ценность: 42 ккал в 100 г пива.
Пищевая ценность: углеводов не более 4,6 г в 100 г пива.